# Alberta Highway 49
Der Alberta Highway 49 ist Teil der so genannten Northern Woods and Water Route, einer touristischen Route, die durch die vier westlichsten Provinzen Kanadas führt. Der Highway beginnt an der Grenze zu British Columbia und führt nach Osten, wo er in Valleyview auf Highway 43 trifft und in diesen einmündet. Die Strecke hat eine Länge von 266 km, das östliche Teilstück ist Bestandteil des National Highway Systems.

## Streckenführung

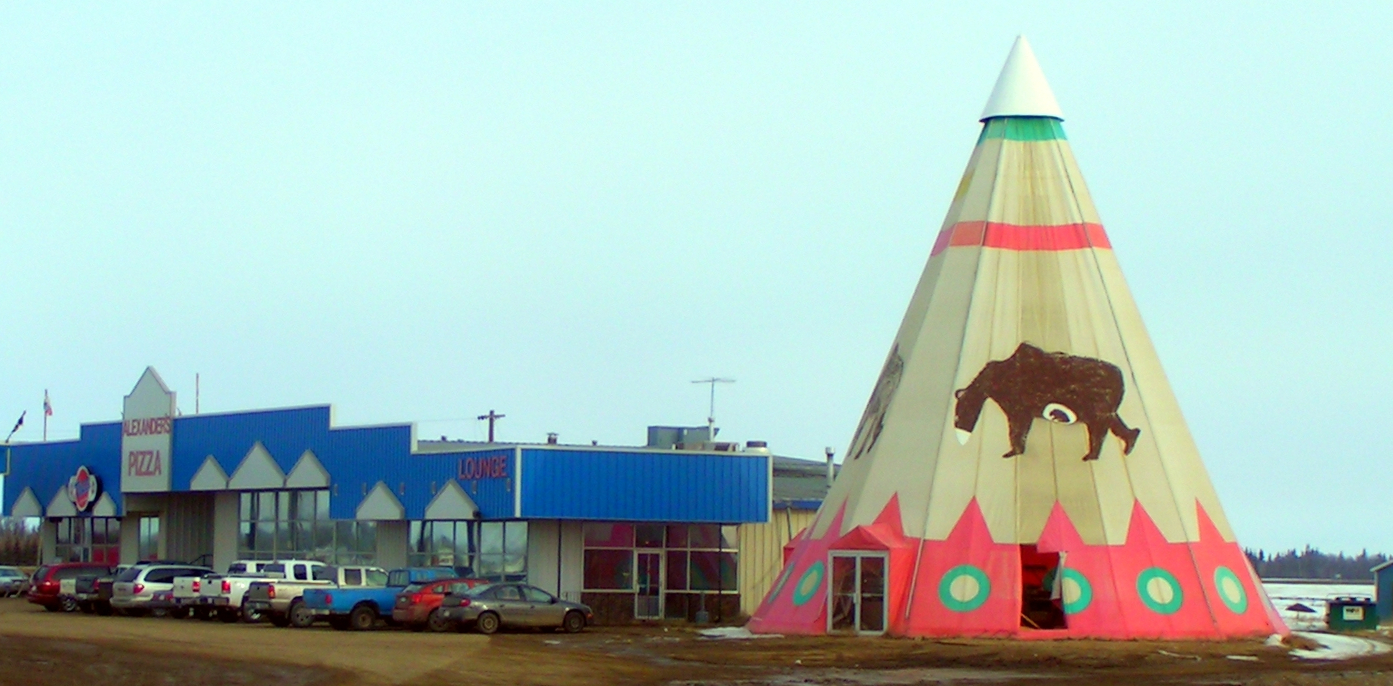
Tipi in Rycroft, am Highway 49 gelegen

Die Route beginnt im Nordwesten Albertas an der Grenze zu British Columbia, von dort führt sie weiter nach Dawson Creek als British Columbia Highway 49. Sie führt nach Osten durch entlegene Gebiete Albertas, entlang des Highways befinden sich die Gemeinden Spirit River, daher auch der Beiname Spirit River Highway, und Rycroft. In Rycroft kreuzt Highway 2, der südwärts nach Grande Prairie führt sowie nach Norden in einem großen Bogen in die Stadt Peace River. Von dort aus führt Highway 2 wieder zurück zum Highway 49, die Straßen kreuzen sich in Donnelly.
Der Abschnitt zwischen Donnelly und Valleyview gehört zum National Highway System Kanadas, die Route 49 wird darin als Core Route geführt. Ab Donnelly endet auch die Auszeichnung als Northern Woods and Water Route, sie wird dann auf Highway 2 weitergeführt.